# Коваль, Александр Матвеевич
Александр Матвеевич Коваль — советский хозяйственный, государственный и политический деятель, Герой Социалистического Труда (1965).

## Биография
Родился в 1917 году в селе Кодня. Член КПСС с 1947 года.
Участник Великой Отечественной войны. С 1946 года — на хозяйственной, общественной и политической работе. В 1946—1977 гг. — тракторист, механизатор, бригадир тракторной бригады колхоза «Украина» Житомирского района Житомирской области.
Указом Президиума Верховного Совета СССР от 31 декабря 1965 года присвоено звание Героя Социалистического Труда с вручением ордена Ленина и золотой медали «Серп и Молот».
Избирался депутатом Верховного Совета СССР 7-го и 8-го созывов. Делегат XXII съезда КПСС.
Умер в Кодне после 1985 года.